# Asthenotricha parabolica
Asthenotricha parabolica är en fjärilsart som beskrevs av Claude Herbulot 1954. Asthenotricha parabolica ingår i släktet Asthenotricha och familjen mätare. Inga underarter finns listade i Catalogue of Life.